# BAY SIDE (芸能事務所)
株式会社BAY SIDE とは、東京都渋谷区神宮前にある外国人モデル・タレントエージェンシー。外国人のモデル、タレント、俳優、ナレーター、MC、翻訳などのマネジメント及びキャスティングをはじめ、ダンサーやミュージシャンのコーディネートやイベントアトラクション等へのキャスティングを行なっている。

## 概要
2008年8月25日に外国人モデル事務所として設立。外国人モデル、外国人タレント、外国人ナレーターのマネジメントの業務を行なう。
代表責任者であるサミ・ポップはかつてタレント事務所である稲川素子事務所にスカウトされていた人物であり、そこで俳優・モデルとして活動する傍ら、マネジメント業も手掛けていた経歴を持つ。

## 主な所属モデル・タレント・ナレーター・ダンサー

### 男性
アビオドン・ベンガ
アディナン
アレクセイ・イウダレヴィッチ
アンドレー・ジョー

### 女性
アマンダ
ディティ ・マイ
アドリアナ・フェリー
アリヨーナ・ボルディレワ
他多数